# Schismatoglottis jitinae
Schismatoglottis jitinae är en kallaväxtart som beskrevs av S.Y.Wong. Schismatoglottis jitinae ingår i släktet Schismatoglottis och familjen kallaväxter. Inga underarter finns listade.